# Borșa, Cluj
Borsa là một xã thuộc hạt Cluj, România. Dân số thời điểm năm 2002 là 1868 người.